# Strusove, Murovani Kurîlivți
Strusove (în ucraineană Струсове) este un sat în comuna Nemerce din raionul Murovani Kurîlivți, regiunea Vinnița, Ucraina.

## Demografie
Componența lingvistică a localității Strusove
     Ucraineană (98,18%)
     Rusă (1,82%)
Conform recensământului din 2001, majoritatea populației localității Strusove era vorbitoare de ucraineană (98,18%), existând în minoritate și vorbitori de rusă (1,82%).